# Distretto di Khok Pho Chai
Il distretto di Khok Pho Chai (in thailandese: โคกโพธิ์ไชย) è un distretto (amphoe) della Thailandia, situato nella provincia di Khon Kaen.